# 시리아어

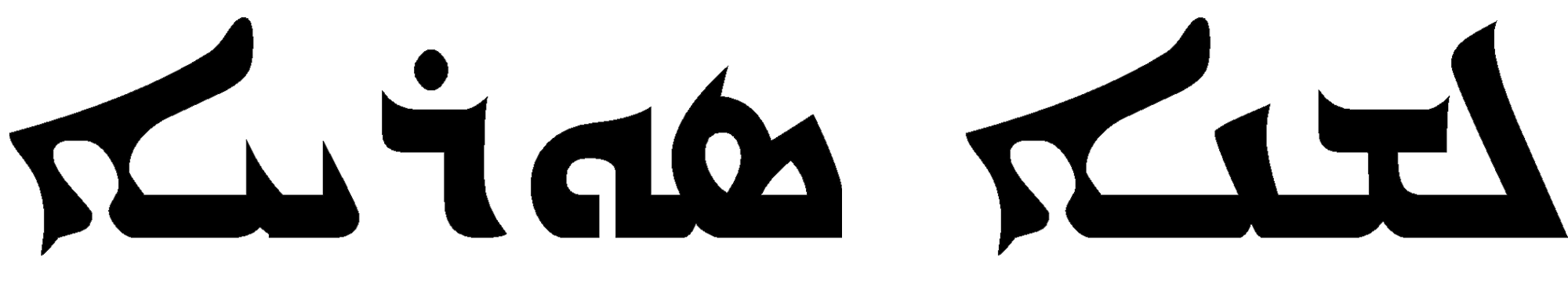

시리아어 또는 시리아 아람어는 기원후 1세기부터 시리아 지역(오스로에네)에서 발달한 아람어의 한 방언으로, 이후 오늘날의 시리아, 이라크, 튀르키예, 레바논 등에 걸친 근동의 "고대 시리아" 지역의 기독교도 공동체에서 널리 사용되었다. 중세 이후로는 다른 아람어 방언들(신아람어)에 밀려 일상 언어로서의 사용이 줄어들었고, 오늘날에는 시리아 정교회의 교회 전례 언어로만 사용되고 있는 고전어이다.

## 음성학
음성학적으로 북서 셈어와 같이 시리아어는 22 자음과 3 모음이 있다.:
| 로마자 | ʾ   | b        | g        | d        | h   | w   | z   | ḥ   | ṭ    | y   | k        | l   | m   | n   | s   | ʿ   | p        | ṣ    | q   | r   | š   | t        |
| 글자   | ܐ   | ܒ        | ܔ        | ܕ        | ܗ   | ܘ   | ܙ   | ܚ   | ܛ    | ܝ   | ܟ        | ܠ   | ܡ   | ܢ   | ܣ   | ܥ   | ܦ        | ܨ    | ܩ   | ܪ   | ܫ   | ܬ        |
| 발음   | [ʔ] | [b], [v] | [ɡ], [ɣ] | [d], [ð] | [h] | [w] | [z] | [ħ] | [tˤ] | [j] | [k], [x] | [l] | [m] | [n] | [s] | [ʕ] | [p], [f] | [sˤ] | [q] | [r] | [ʃ] | [t], [θ] |

## 같이 보기
- 신아람어
- 시리아 문자